# Basket Ariano Irpino 2013-2014
Questa voce raccoglie le informazioni riguardanti la Basket Ariano Irpino nelle competizioni ufficiali della stagione 2013-2014.

## Stagione
La stagione 2013-2014 è la seconda che la squadra campana disputa in Serie A2.

## Verdetti stagionali
Competizioni nazionali
- Serie A2:

stagione regolare: 3º posto su 7 squadre (8-4) nel Girone B (Centro-Sud);
poule promozione: 4º posto, ammessa ai play-off promozione
play-off: semifinale persa contro Battipaglia (0-2).

## Roster
|    | Naz.                 | Ruolo | Sportivo               | Anno | Alt. |  |  |
| -- | -------------------- | ----- | ---------------------- | ---- | ---- |  |  |
| 5  | Italia (bandiera)    | G     | Marika Marciano        | 1986 | 169  |  |  |
| 6  | Italia (bandiera)    | G     | Marisabel Santabarbara | 1991 | 170  |  |  |
| 7  | Italia (bandiera)    | P     | Manuela Aversano       | 1992 | 169  |  |  |
| 8  | Italia (bandiera)    | P     | Chiara Rossi           | 1988 | 170  |  |  |
| 9  | Italia (bandiera)    | A     | Valeria Albanese       | 1995 | 184  |  |  |
| 10 | Argentina (bandiera) | A     | Alejandra Chesta       | 1982 | 188  |  |  |
| 11 | Argentina (bandiera) | G     | Valentina Maggi        | 1985 | 174  |  |  |
| 13 | Argentina (bandiera) | A     | Claudia Domínguez      | 1982 | 175  |  |  |
| 16 | Italia (bandiera)    | G     | Elisa Mancinelli       | 1995 | 175  |  |  |
| 17 | Serbia (bandiera)    | A     | Marija Mićović         | 1982 | 180  |  |  |
| 18 | Lituania (bandiera)  | A     | Gabrielė Narvičiūtė    | 1990 | 190  |  |  |
| 20 | Italia (bandiera)    | AP    | Silvia Sarni           | 1987 | 188  |  |  |